# Hanna-Barbera Studios Europe
A Cartoon Network Development Studio Europe a Cartoon Network londoni filmstúdiója, a Cartoon Network Studios társa, amelynek tulajdonosa a Turner Broadcasting System, a Time Warner leányvállalata. 2007 elején alapították. Daniel Lennard vezeti. Eddig egy sorozatot készített, a Gumball csodálatos világa címűt és számos rövidfilmet, amelyeket a YouTube-csatornájukra töltenek fel. A stúdió a Cartoon Network Studios európai testvére.

## Produkciók

### Sorozatok
- Gumball csodálatos világa[2]
- A daliás Ivandoe herceg kalandjai

### Rövidfilmek
- Elliot's Zoo
- Hamshanks and the Himalolly Mountain Railway
- Mutant Moments
- Pinky Malinky
- The Furry Pals
- Verne On Vacation